# فرودگاه باجاوا
فرودگاه باجاوا (به انگلیسی: Bajawa Airport) (به زبان بومی: Bandar Udara Pahdamaleda) یک فرودگاه با کد یاتا BJW است که یک باند فرود آسفالت دارد. این فرودگاه در کشور اندونزی قرار دارد .